# Дубровка (Поселковское сельское поселение)
Дубровка — деревня в Ершичском районе Смоленской области России. Входит в состав Поселковского сельского поселения. Население — 8 жителей (2007 год). 
Расположена в южной части области в 10 км к северо-западу от Ершичей, в 14 км южнее автодороги А101 Москва — Варшава («Старая Польская» или «Варшавка»). В 9 км севернее деревни расположена железнодорожная станция Криволес на линии Рославль — Кричев. 

## История
В годы Великой Отечественной войны деревня была оккупирована гитлеровскими войсками в августе 1941 года, освобождена в сентябре 1943 года.